# Australian Indoor Championships 1982
L'Australian Indoor Championships 1982 è stato un torneo di tennis giocato cemento indoor dell'Hordern Pavilion di Sydney in Australia. Il torneo fa parte del Volvo Grand Prix 1982. Si è giocato dall'11 al 16 ottobre 1982.

## Campioni

### Singolare maschile
John McEnroe ha battuto in finale  Gene Mayer con il punteggio di 6–4, 6–1, 6–4

### Doppio maschile
John McEnroe /  Peter Rennert hanno battuto in finale  Steve Denton /  Mark Edmondson con il punteggio di 6–3, 7–6